# Marino Sanuto l'Ancien
Pour les articles homonymes, voir Marino Sanuto le Jeune.
Marino Sanuto dit l’Ancien ou Torcello (vers 1260 – 1338) est un géographe et voyageur vénitien.

## Biographie
Issu d'une famille noble, Marino Sanuto l’Ancien a fait cinq voyages en Palestine et s'est efforcé de faire revivre l'esprit des croisades. Dans ce but, il a écrit son œuvre la plus célèbre appelée Secreta Fidelium Crucis, qui traite de l'histoire, de la politique, du commerce et des routes marchandes de la Terre sainte.
Commencé en 1306, il le présente à Clément V en 1307 comme le manuel du vrai croisé désireux de partir à la conquête de la Terre Sainte. Par la suite, il le remanie et l'augmente, en lui ajoutant deux livres en 1312 et 1321, et présente l'ensemble à Jean XXII en 1321 avec des cartes du monde, de la Palestine, de la Méditerranée, de la mer Noire et des côtes européennes, ainsi que des plans de Jérusalem, d'Antioche et de Saint-Jean-d'Acre. Il en offre également une copie au roi de France, que Sanuto désire voir prendre la tête d'une nouvelle croisade.
Les Secreta n'ont été publiés que par Jacques Bongars, dans les Gesta Dei per Francos (Hanovre, 1611). Postansque a donné De Marini Sanuti vita et scriptis (1855).